# Caylus (Tarn-et-Garonne)
Caylus település Franciaországban, Tarn-et-Garonne megyében. Lakosainak száma 1463 fő (2022. január 1.). Caylus Espinas, Ginals, Lacapelle-Livron, Lavaurette, Loze, Mouillac, Parisot, Puylaroque és Saint-Antonin-Noble-Val községekkel határos.

## Népesség
A település népessége az elmúlt években az alábbi módon változott:
| Lakosok száma | 1502 | 1450 | 1457 | 1446 | 1457 | 1473 | 1489 | 1470 | 1463 |
|               | 2013 | 2015 | 2016 | 2017 | 2018 | 2019 | 2020 | 2021 | 2022 |